# Temprana de Boiro
Temprana de Boiro es el nombre de una variedad cultivar de manzano (Malus domestica) Esta manzana está cultivada en la colección de germoplasma de manzanas del CSIC, también está cultivada en la colección de germoplasma de peral y manzano en la "Finca de Gimenells de la Estación Experimental de Lérida - IRTA". Esta manzana es originaria de la Comunidad autónoma de Galicia, procedente de un ejemplar localizado en el año 1988 en el municipio de Boiro, La Coruña.

## Sinónimos
- "Maceira Temprana de Boiro",[3]
- "Maçana M012",[3]
- "Manzana Temprana de Boiro".[7]

## Historia
'Temprana de Boiro' es una variedad de manzana de Galicia (Boiro, La Coruña), está catalogada con el número de accesión M012 en el Banco de germoplasma de peral y manzano de la Universidad de Lérida, que se encuentra integrado en la Red de Colecciones del Programa de Conservación y Utilización de los Recursos Fitogenéticos para la Alimentación y la Agricultura, del Plan Nacional de I+D+I.
'Temprana de Boiro' está considerada con otras muchas de las entradas que se han incorporado al Banco de germoplasma en la "Finca de Gimenells de la Estación Experimental de Lérida - IRTA", provienen de ejemplares únicos, en algunos casos, actualmente desaparecidos, lo que ha permitido paliar la erosión genética que se está dando en estas especies frutales.
'Temprana de Boiro' es una variedad que se cultiva para su conservación genética, para posibles usos y mejoras en cruces con otras variedades, para incrementar cualidades o intercambiarlas.

## Características
El manzano de la variedad 'Temprana de Boiro' tiene un vigor medio de tipo ramificado, con porte horizontal; ramos con pubescencia muy fuerte, de un grosor delgado, con longitud de entrenudos medios, número de lenticelas pequeño, relación longitud/grosor de los entrenudos grande, tipo de ramos fructíferos "lamburdas"; época de inicio de floración tardía, yema fructífera de forma ovoide-cónica de una longitud corta, flor no abierta presenta color del botón floral rosa oscuro, flor de tamaño grande, pétalos con posición relativa de los bordes separados, inflorescencia con número medio de flores medio, de forma plana o ligeramente cupuliforme, sépalos de color predominante verde, sépalos de longitud media, con los pétalos de longitud media y anchura media, siendo la relación longitud/anchura de los pétalos más largos que anchos, estilos con longitud en relación con los estambres de la misma longitud, estilos con punto de soldadura lejos de la base.
Las hojas tienen un porte erguido en relación con el ramo, limbo de longitud medio y de anchura medio, con una relación longitud/anchura pequeña, forma del borde aserrada, peciolo con longitud medio, forma del limbo elíptico-ensanchada, aspecto de la superficie del haz medianamente brillante, pubescencia del envés fuerte, plegamiento de la superficie ondulada, tamaño de la punta grande, forma de la base redondeada, estípulas con una forma filiformes, y ángulo del peciolo respecto al ramo pequeño.
La variedad de manzana 'Temprana de Boiro' tiene un fruto de tamaño y peso pequeño; forma cónica ancha globosa, relación longitud/anchura muy grande, lados (ausencia o presencia de lados marcados) muy fuerte, posición de la anchura máxima en el medio; piel con estado ceroso débil, pruina de la epidermis ausente o muy débil; con color de fondo amarillo-blanquecino, importancia del sobre color fuerte, sobre color de superficie rojo, siendo su intensidad mediano, reparto del color en la superficie placas continuas con estrías, acusando unas lenticelas pequeñas, y una sensibilidad al "russeting" (pardeamiento áspero superficial que presentan algunas variedades) en las caras laterales medio; pedúnculo con una longitud corto, y un grosor medio, anchura de la cavidad peduncular grande, profundidad de la cavidad pedúncular media, y con importancia del "russeting" en cavidad peduncular débil; coronamiento por encima del cáliz medio, anchura de la cav. calicina estrecha, profundidad de la cav. calicina poco profunda, y con importancia del "russeting" en cavidad calicina ausente o muy débil; ojo pequeño, cerrado; longitud de los sépalos medios.
Carne de color crema, con oscurecimiento de la carne al corte fuerte; textura media, dureza de la carne media, con jugosidad seco; sabor algo aromático, malo; corazón con distinción de la línea media; eje abierto; porte del sépalo parcialmente extendido; lóculos carpelares completamente abiertos; semilla de longitud grande, de anchura ancha, y de color marrón rojizo.
La manzana 'Temprana de Boiro' tiene una época de maduración y recolección de fruto muy temprana, mediados de verano. Se usa como manzana de mesa fresca y para sidra.

## Calidad de fruto y prueba de cata
- Peso del fruto: Pequeño
- Calibre del fruto: Pequeño
- Longitud del fruto: Media
- Índice de almidón: Medio
- Dureza medida de la carne: Baja
- Índice refractométrico (IR): Alto
- Acidez titulable: Alta
- Jugosidad de la carne: Seco
- Textura de la carne: Media
- Dureza sensorial de la carne: Media
- Dulzor: Débil
- Acidez: Media
- Intensidad del sabor de la carne: Media
- Sabor: Malo
- Valoración global del fruto: Malo.[3]

## Características Agronómicas
- Afinidad del injerto (compatibilidad): Media
- Facilidad de formación y poda: Alta
- Tipo de fructificación: Tipo II
- Precocidad varietal: Bastante precoz
- Vecería: Alta
- Productividad: Media
- Necesidad de aclareo: Baja
- Escalonamiento de la maduración del fruto: Muy largo
- Sensibilidad a la caída en maduración: Alta
- Aptitud para la conservación del fruto en árbol: sin datos
- Aptitud para la conservación del fruto en almacén o cámara: sin datos
- Sensibilidad al moteado: sin datos
- Sensibilidad al oídio: Alta
- Sensibilidad a pulgón lanígero: sin datos.[3]